# Alberto Sozio

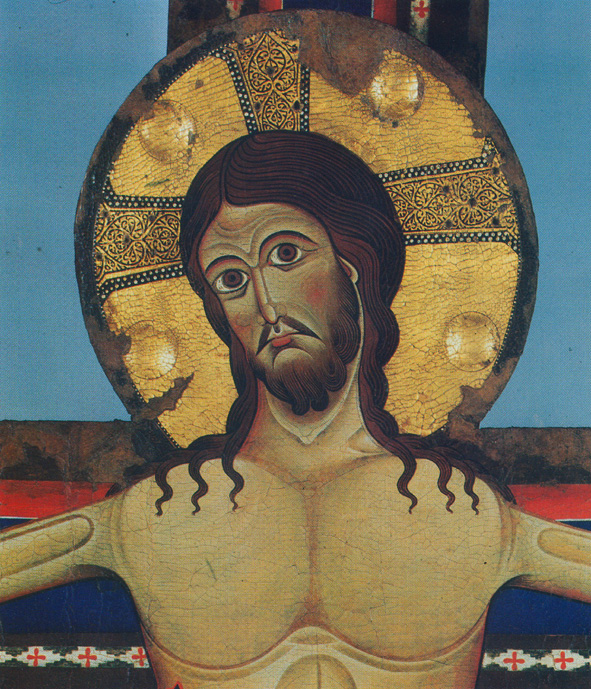
La croce di Spoleto, dettaglio

Alberto Sozio (fl. 1187) è stato un pittore italiano attivo nel corso della seconda metà del dodicesimo secolo a Spoleto.

## Biografia
È considerato la figura centrale della scuola pittorica spoletina dei secoli XII-XIII.
Il suo nome (con la grafia Sotio) si trova sul crocifisso nel Duomo di Spoleto (datato 1187) e gli sono attribuiti inoltre alcuni affreschi nella ex chiesa dei Santi Giovanni e Paolo, sempre a Spoleto (chiesa da cui proviene anche il Crocifisso oggi in Duomo).
Alla sua figura è attribuita una notevole influenza nelle arti in Italia centrale a cavallo tra XII e XIII secolo.
A lui è attribuito anche il frammento della Madonna in Maestà, ora conservata alla Pinacoteca di Brera.